# Marsac (Altos Pirenéus)
Marsac é uma comuna francesa na região administrativa de Occitânia, no departamento dos Altos Pirenéus. Estende-se por uma área de 1,55 km². Em 2010 a comuna tinha 229 habitantes (densidade: 147,7 hab./km²).